# هوغو أوسترمان
هوغو فيكتور أوسترمان (5 سبتمبر 1892، هلسنكي - 17 فبراير 1975) كان فريقًا فنلنديًا خلال الحرب العالمية الثانية. وقائدًا للجيش الفنلندي 1933-1939.
عندما اندلعت حرب الشتاء، تولى أوسترمان قيادة جيش البرزخ الكاريلي، ولكنه عُزل عن منصبه في 19 فبراير 1940 بعد اختراق الجيش الأحمر الخطوط الفنلندية.
كذلك، شغل أوسترمان منصب نائب وزير الدفاع من 10 يونيو 1930 إلى 21 مارس 1931.

## للمزيد من القراءة
- Hartikainen, Pertti. Leader, Builder and Defender of the Armed Forces Jaeger General Hugo Viktor Österman (1892–1975). Helsinki, 2001.